# 高雄型重巡洋艦
高雄型重巡洋艦（たかおがたじゅうじゅんようかん）是大日本帝國海軍的重巡洋艦艦型。同型艦共4艘，為基於昭和2年度艦艇補充計劃而建造。

## 概要

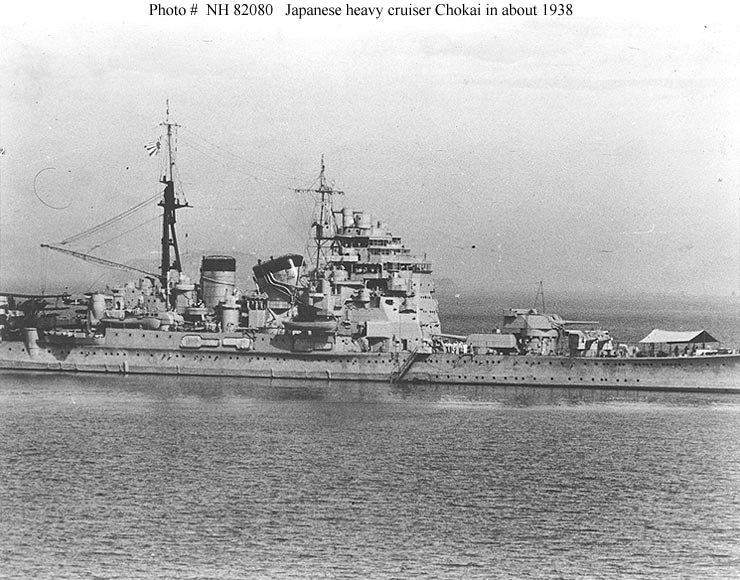
高雄型「鳥海」的艦橋。

高雄型在公文上，為日本最後所計劃建造的一等巡洋艦艦型，高雄型以後竣工的巡洋艦全為二等巡洋艦（輕巡洋艦）。二號艦「愛宕」與一號艦「高雄」同時動工，但更早服役。
身為基本計劃主任的平賀讓造船大佐，由於在完成「妙高」的設計後便出差海外，所以繼任的藤本喜久雄大佐便負責了後續1萬噸級的重巡洋艦。該設計維持了妙高型的攻擊力，而對於妙高型的居住規劃太過狹小的問題及作為僅次於戰艦的準主力艦，是將塔型艦橋大型化使其擁有高度的艦隊指揮能力。更重要是，為了縮短艦橋的防御規劃，將艦橋設置在煙囪的煙路之上，就該佈局上的理由亦為艦橋大型化的一大原因。至於艦橋的佈局，從下方開始，在下部艦橋、中部艦橋的兩脇設有機槍台，而上部艦橋的兩脇上各設置了1台1.5米測距儀，至於羅針艦橋、防空指揮所、測的所的天蓋上則設有主砲用一四式射擊方位盤，並在其後方亦安裝了主砲用6米測距儀。
另一個與妙高型不相同的特徵，就是將魚雷發射管由中甲板移到上甲板，在使用上不但變得較為方便，亦減低了在中彈時因誘爆而擴大損傷的機會。後來因就第四艦隊事件之機，將「高雄」與「愛宕」過大的艦上構造物進行縮小工程令重心下降。不過，在航速與穩定性上稍遜於妙高型。

## 主砲
高雄型的主砲與前型妙高型相同，採用「三年式二號20厘米（50倍口徑）砲」。其性能為砲口初速870米／秒，以仰角45度發射110公斤的砲彈，射程能達到29,400米。該砲安裝在經更新的E型砲塔內。這款新型砲塔因支持對空射擊，其最大仰角為70度，另分別設有普通砲彈及對空砲彈所專用的揚彈機。俯角與前型同樣為5度。但經過實際測試後，砲彈太重的關係影響了發射速度，導致射擊間隔過長，因此很難在實戰中發揮作用。順帶一提，與高雄型有著同樣思維的英國郡級重巡洋艦亦為同樣失敗。

### 其他砲槓・魚雷裝備
高雄、愛宕、摩耶與鳥海最終時的艦橋形狀及起重機的配置各有不同。摩耶在戰時中損傷修理的時候與高雄、愛宕接受同改樣的改裝，將第3主砲塔撤去，最以代之的為設置2座連裝八九式127公厘高射炮。在昭和14年的改裝中，擁有魚雷發射管16門、高射砲8門。

## 戰歷
各艦在太平洋戰爭中各地活躍，並取得不少戰績。其後4艦同時參加雷伊泰灣海戰，但除高雄以外，其餘3艦均相繼沈沒，而唯一生還的高雄在戰時1945年遭英國潛艦XE3號攻擊，失去行動能力，於新加坡大破擱淺處於癱瘓狀態。1946年10月，由英軍拖曳航至馬六甲海峽自沉。

## 同型艦

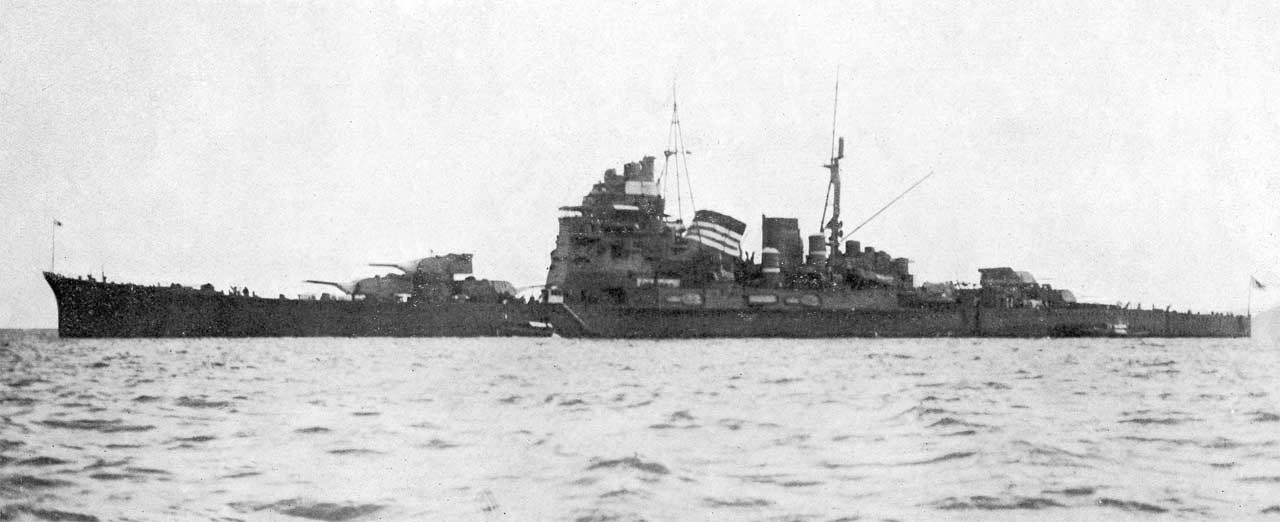
高雄
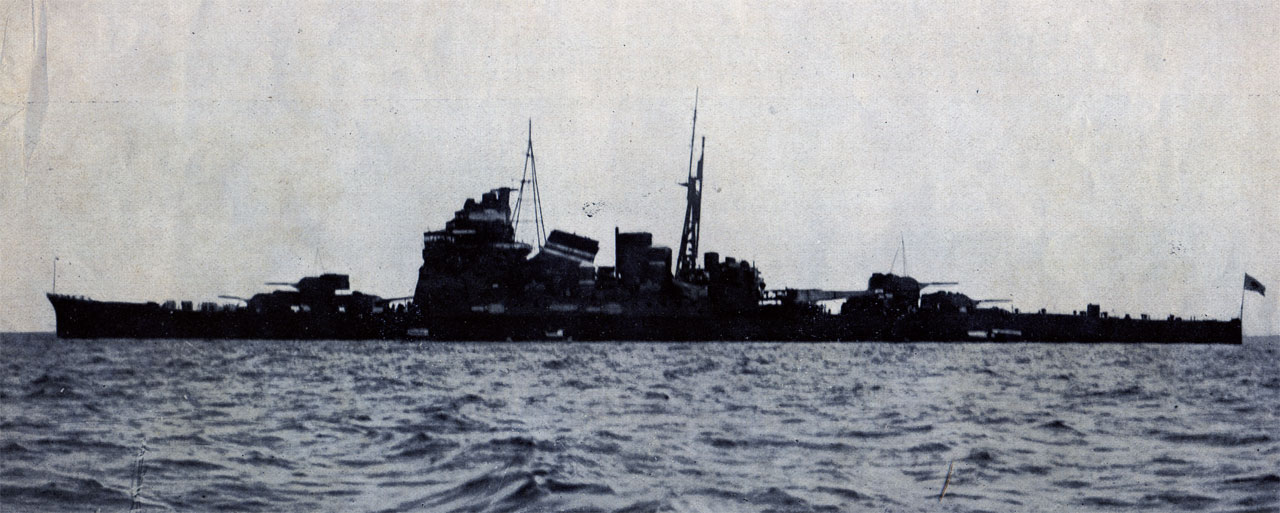
愛宕
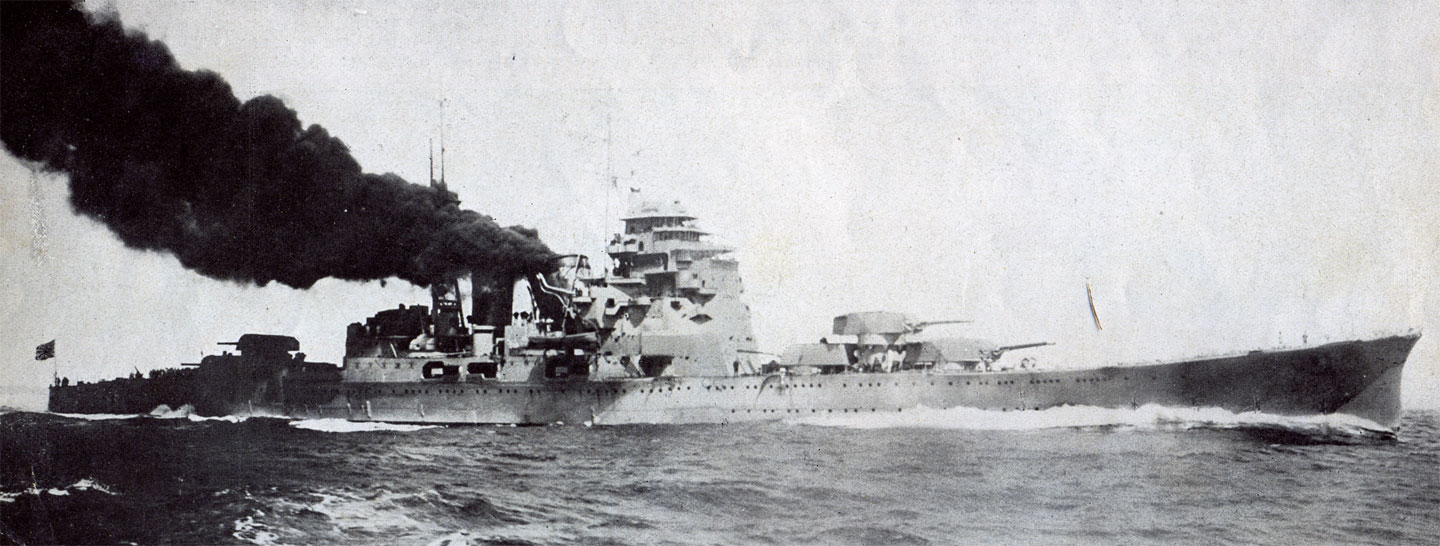
鳥海
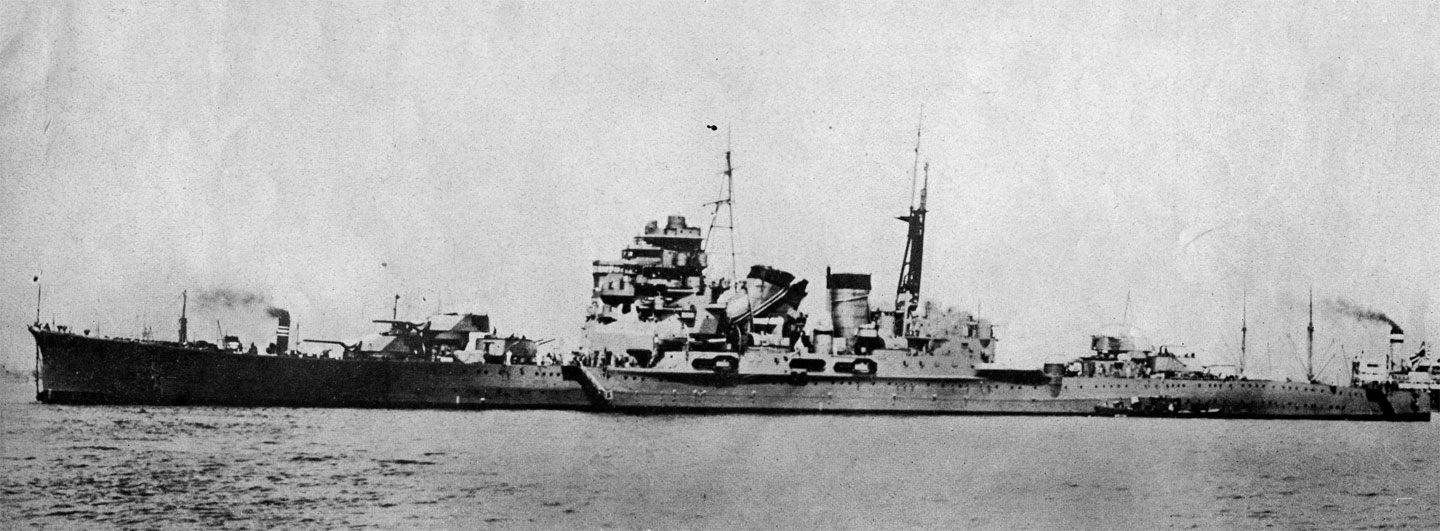
摩耶

- 高雄
- 愛宕
- 摩耶
- 鳥海

## 流行文化
哥吉拉-1.0

## 關聯項目
- 大日本帝国海軍艦艇一覽